# Bigraphisch
Als bigraphisch (auch bigrafisch; von lateinisch: bi = „zwei“ und griechisch: γράφει (graphei) = „schreiben“) wird in der Kryptographie, also in dem Wissenschaftszweig der Kryptologie, der sich mit den Geheimschriften befasst, eine Verschlüsselung, insbesondere eine Substitution bezeichnet, bei der der Klartext in jeweils zwei Zeichen, also in Zeichenpaare, zerlegt wird und jedem Klartextzeichenpaar ein oder mehrere Geheimtextzeichen zugeordnet werden. Dies wird auch als Bigrammsubstitution bezeichnet.
Abhängig davon, ob jedes Klartextzeichenpaar bei der Verschlüsselung in ein einzelnes, in zwei oder in drei Geheimtextzeichen umgewandelt wird, unterscheidet man monopartite, bipartite und tripartite bigraphische Substitutionen.
Ein weiteres Unterscheidungsmerkmal ist, ob zur Verschlüsselung nur ein einziges oder mehrere (viele) verschiedene Geheimalphabete benutzt werden. Im ersten Fall spricht man von einer monoalphabetischen sonst von einer polyalphabetischen monographischen Substitution.
Ein klassisches Beispiel für eine bigraphische monoalphabetische bipartite Substitution ist das Playfair-Verfahren.
Im Gegensatz zu den bigraphischen Substitutionen stehen die monographischen Substitutionen, bei denen der Klartext nicht in Zeichenpaare, sondern in Einzelzeichen zerlegt und so verschlüsselt wird. Eine Verallgemeinerung der bigrafischen Substitution sind die polygraphischen Substitutionen (auch: Polygrammsubstitution), bei der der Klartext zur Verschlüsselung in mehrere (viele) Zeichen zerlegt wird.